# Love Is Reason
Love Is Reason — сингл альбому Hunting High and Low норвезького гурту a-ha, випущений в квітні 1985 року.

## Музиканти
- Пол Воктор-Савой (Paul Waaktaar-Savoy) (6 вересня 1961) — композитор, гітарист, вокалист.
- Магне Фуругольмен (Magne Furuholmen) (1 листопада 1962) — клавішник, композитор, вокаліст, гітарист.
- Мортен Гаркет (Morten Harket) (14 вересня 1959) — вокаліст.

## Композиції
| #  | Назва                  | Тривалість |
| -- | ---------------------- | ---------- |
| 1. | «Love Is Reason»       | 3:04       |
| 2. | «I Dream Myself Alive» | 3:06       |